# Grad centezimal
Un grad centezimal (în limba engleză abreviat grad, în opoziție cu deg care desemnează grad sexagesimal) este o unitate de măsură pentru măsura unui unghi, egală cu 1/400 din unghiul în jurul unui punct (1/400 din cerc) sau 1/100 din măsura unui unghi drept.
În sistemul centezimal, cercul este divizat în 400 de părți (400g), gradul în 100 minute (1g=100c), iar minutul în 100 secunde (1c=100cc). Acest sistem prezintă avantajul că, valoarea unui unghi α=Xg.YcZcc, se poate scrie și sub formă de fracție zecimală α=Xg,YZ.